# Iman Humaidan
Iman Humaidan, auch Iman Shaheen Humaidan Junis (geboren 1956 in Ain Aanoub, Distrikt Alayh, Gouvernement Libanonberg) ist eine libanesische Schriftstellerin.

## Leben
Iman Humaidan floh während des Libanesischen Bürgerkriegs (1975–1990) nach Paris und lebt seither abwechselnd in Paris und Beirut. Sie studierte Soziologie und Anthropologie an der Amerikanischen Universität in Beirut, ihre Magisterarbeit behandelt Erzählungen der Familien mit im Libanesischen Bürgerkrieg  verschwundenen Angehörigen. Sie schreibt als freie Mitarbeiterin für Feuilletons verschiedener arabischer Tageszeitungen. Ihre Belletristik schreibt sie weiterhin auf Arabisch, ihre Reportagen auch in Französisch.
Humaidan unterrichtet an europäischen und nordamerikanischen Universitäten Arabisch und Kreatives Schreiben. Humaidan ist Mitgründerin des libanesischen P.E.N.-Zentrums, dessen Präsidentin sie seit 2015 ist. Ende 2016 war sie Writer in Residence in Basel. 

## Schriften (Auswahl)
- Wilde Maulbeeren : Roman. Übersetzung aus dem Arabischen Kristina Stock, Nachwort Hartmut Fähndrich. Basel : Lenos Verlag, 2004
- Neither here nor there : families of the disappeared in Lebanon. M.A. American University of Beirut, Dept. of Social and Behavioral Sciences, 2006
- B wie Bleiben wie Beirut. Übersetzung aus dem Arabischen Hartmut Fähndrich. Basel : Lenos Verlag, 2007
- Andere Leben. Übersetzung aus dem Arabischen und Nachwort Regina Karachouli. Basel : Lenos Verlag, 2013
- Fünfzig Gramm Paradies. Übersetzung aus dem Arabischen und Nachwort Regina Karachouli. Basel : Lenos Verlag, 2017